# Sapata

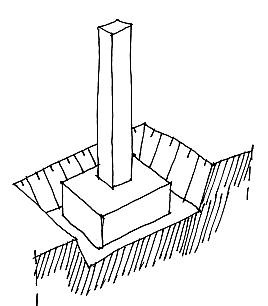
Uma sapata.

Sapata é um elemento da fundação superficial dimensionado de modo que as tensões de tração resultantes resistam através de uma armadura disposta com essa finalidade, sendo produzido com concreto armado.
A fundação superficial é também chamada de fundação rasa ou direta. Sua definição se da como: “elemento de fundação em que a carga é transmitida ao terreno pelas tensões distribuídas sob a base da fundação, e a profundidade de assentamento em relação ao terreno adjacente à fundação é inferior a duas vezes a menor dimensão da fundação.” Quanto ao dimensionamento, as fundações superficiais devem ser definidas por meio de dimensionamento geométrico e de cálculo estrutural.
Observando que a sapata é armada apenas em sua parte inferior (onde há tração). Atentar para não confundir “sapata” com “bloco de fundação”. O “bloco de fundação” tem a função de unir estacas ou de resistir a esforços de flexão, diferente das “sapatas” que tem a função de transmitir os esforços gerados pela edificação para o solo. 
As sapatas isoladas são elementos que as suas forças de compressão Não depende do betão armado, mas depende do aço.

## Definições
As sapatas são basicamente de quatro tipos: Sapata isolada, sapata corrida, sapata associada ou combinada e sapata alavancada.
- Isolada: Transmite os esforços de um único pilar; pode ter diversas formas, pode ser retangular, quadrada, circular, etc..
- Corrida: Sapata sujeita à ação de uma carga distribuída linearmente ou de pilares ao longo de um mesmo alinhamento.
- Associada: É a sapata comum a mais de um pilar, sendo também chamada sapata combinada ou conjunta. Transmitem solicitações de dois ou mais pilares não lineares e é utilizada como alternativa quando a distância entre duas ou mais sapatas é pequena. [3] [4]
- Alavancada: É utilizada uma viga de equilíbrio para suportar as cargas do momento fletor gerado quando o centro de gravidade do pilar não coincide com o do bloco.[5]